# Ella-Mobbs Trophy
El Trofeo Ella-Mobbs (anteriormente conocido como Cook Cup) es un torneo de rugby disputado entre las selecciones de Australia y la de Inglaterra.
En la última edición en julio de 2022, Inglaterra consiguió el título.

## Historia
Su primera edición fue en 1997, en homenaje a James Cook, explorador británico que reclamó la costa este de Australia para el Reino Unido.
En 2022 el torneo fue renombrado en honor a Mark Ella y Edgar Mobbs, jugador indígena de los Wallabies y al héroe de guerra británico respectivamente.

## Ediciones
| Edición | Año     | Ganador    | Resultado de la serie |
| ------- | ------- | ---------- | --------------------- |
| I       | 1997    | Australia  | 1-0                   |
| II      | 1997-II | empate     | 0-1-0                 |
| III     | 1998    | Australia  | 1-0                   |
| IV      | 1998-II | Australia  | 1-0                   |
| V       | 1999    | Australia  | 1-0                   |
| VI      | 2000    | Inglaterra | 1-0                   |
| VII     | 2001    | Inglaterra | 1-0                   |
| VIII    | 2002    | Inglaterra | 1-0                   |
| IX      | 2003    | Inglaterra | 1-0                   |
| X       | 2004    | Australia  | 1-0                   |
| XI      | 2004-II | Australia  | 1-0                   |
| XII     | 2005    | Inglaterra | 1-0                   |
| XIII    | 2006    | Australia  | 2-0                   |
| XIV     | 2008    | Australia  | 1-0                   |
| XV      | 2009    | Australia  | 1-0                   |
| XVI     | 2010    | empate     | 1-1                   |
| XVII    | 2010-II | Inglaterra | 1-0                   |
| XVIII   | 2012    | Australia  | 1-0                   |
| XIX     | 2013    | Inglaterra | 1-0                   |
| XX      | 2014    | Inglaterra | 1-0                   |
| XXI     | 2016    | Inglaterra | 3-0                   |
| XXII    | 2016-II | Inglaterra | 1-0                   |
| XXIII   | 2017    | Inglaterra | 1-0                   |
| XXIV    | 2018    | Inglaterra | 1-0                   |
| XXV     | 2021    | Inglaterra | 1-0                   |
| XXVI    | 2022    | Inglaterra | 2-1                   |
| XXVII   | 2024    | Australia  | 1-0                   |

## Palmarés
| Inglaterra | 14 Trofeos |
| Australia  | 11 Trofeos |

Nota: El trofeo 2024 es el último torneo considerado